# مونينيين (أين)
مونينيين (بالفرنسية: Mogneneins)‏ هي بلدية فرنسية تقع في إقليم الأين في فرنسا. رمز إنسي لها هو:1252. أما الرمز البريدي لها فهو: 1140.